# Lymnas iarbas
Lymnas iarbas är en fjärilsart som beskrevs av Fabricius 1787. Lymnas iarbas ingår i släktet Lymnas och familjen Riodinidae. Inga underarter finns listade i Catalogue of Life.